# Komplexkrankheit
Komplexkrankheit ist ein Begriff für Krankheiten mit diversen Ursachen, der vorwiegend im Bereich der Phytopathologie genutzt wird. Im Bereich der Medizin wird der Begriff Komplex (Medizin) oder „Krankheitskomplex“ bevorzugt.
Komplexkrankheiten sind insbesondere dadurch gekennzeichnet, dass mehrere Faktoren zu den Ursachen der Krankheiten und deren Folgeschäden beitragen. Zu diesen Faktoren zählen beispielsweise die Umweltverschmutzung und der Klimawandel. Die Globalisierung als Faktor der anthropogenen Ursachen begünstigt die Verbreitung von Neobiota.